# Fédération australienne de tennis
La Fédération australienne de tennis, ou Tennis Australia, est la fédération qui régit le tennis en Australie. Elle est basée à Melbourne.
La fédération met en place un système de classement et de compétition nationale. Elle est chargée de l'organisation de l'Open d'Australie et est responsable de l'organisation des rencontres de Coupe Davis et de Fed Cup de l'équipe nationale sur le sol australien. Elle est affiliée à la Fédération internationale de tennis depuis 1913.

## Historique
L'association est fondée en 1904 à Sydney sous le nom de Lawn Tennis Association of Australasia (LTAA) et regroupait alors la New Zealand Lawn Tennis Association ainsi que les six associations d'état australiennes. La LTAA est l'un des quinze membres fondateurs de la Fédération internationale de tennis. Son objectif initiale était d'organiser les Championnats d'Australasie ainsi que des rencontres de Coupe Davis.
En 1926, elle est relocalisée à Melbourne et renommée en Lawn Tennis Association of Australia. Le champion Norman Brookes en devient le premier président et conserve son poste jusqu'en 1955. La fédération est connue sous le nom de Tennis Australia depuis 1986.
Présidée par Jayne Hrdlicka, son directeur général est depuis 2013 Craig Tiley qui occupe par ailleurs les fonctions de directeur de l'Open d'Australie.